# Sindrom večorganske odpovedi
Sindrom večorganske odpovedi (ali samo večorganska odpoved) pomeni akutno zdravstveno stanje pri bolniku zaradi poškodbe, okužbe, sepse, šoka ali hipermetabolizma z okvaro dveh ali več organov. Gre za vodilni vzrok smrti na enotah intenzivne nege ter predstavlja tudi veliko finančno breme za bolnišnice in zdravstveni sistem nasploh. Smrtnost je 27–100-odstotna, odvisno od števila prizadetih organov.

## Patofiziologija
Patofiziološki mehanizem še ni dokončno pojasnjen. Do lokalnih in sistemskih patofizioloških odzivov pride zaradi poškodbe tkiva. Do dihalne odpovedi pride pogosto že v prvih 72 urah, sledijo lahko še odpoved jeter (po 5 do 7 dneh), krvavitve iz prebavil (po 10 do 15 dneh) ter odpoved ledvic (po 11 do 17 dneh).
Obstaja več hipotez glede patofiziološkega ozadja večorganske odpovedi, med katerimi je najbolj razširjena »črevesna hipoteza«. Pri kritično bolnih, ki kasneje razvijejo večorgansko odpoved, naj bi po tej hipotezi prišlo do prepuščanja črevesne pregrade in bakterije bi iz prebavil prešle v krvni obtok in prizadele oddaljene organe. Črevesje naj bi v tem stanju tudi izločalo provnetne in za tkiva škodljive dejavnike, ki bi lahko povročili akutne poškodbe pljuč, kostnega mozga in srčne mišice, aktivirali nevtrofilce, poškodovali rdeče krvničke ter povzročile aktivacijo in poškodbe endotelijskih celic.

## Vzroki
Do sindroma večorganske odpovedi lahko pride zaradi poškodbe (tudi po kirurškem posegu), okužbe in sepse, hipoperfuzije (zmanjšane prekrvitve organa) ali hipermetabolizma (čezmerno povečane presnove). Posledično pride do nenadzorovanega vnetnega odziva. Najpogostejši vzrok večorganske odpovedi je sepsa, ki lahko vodi tudi v septični šok. Sepsi podobno stanje, v odsotnosti okužbe, je sindrom sistemskega vnetnega odziva (SIRS), ki lahko prav tako povzroči večorgansko odpoved. Pri okoli eni tretjini primerov pa vzroka ni možno opredeliti.
Sindrom večorganske odpovedi lahko opredelimo kot zadnjo stopnjo kontinuuma: SIRS + okužba → sepsa → huda oblika sepse → sindrom večorganske odpovedi. Raziskovalci preučujejo genetske tarče za potencialno gensko zdravljenje, ki bi preprečilo napredovanje omenjenega kontinuuma do večorganske odpovedi. Domneva nekaterih avtorjev je, da bi lahko bila inaktivacija transkripcijskih faktorjev NF-κB in AP-1 ustrezen pristop za preprečevanje sepse in SIRS-a.

## Zdravljenje
Pomembna je zgodnja prepoznava sindroma ter čimprejšnja premestitev bolnika na oddelek intenzivne nege. Najučinkovitejši pristop je invazivna podpora prizadetim organom, specifična zdravila pa ne obstajajo.